# Cissampelos
Cissampelos es un género con 156 especies de plantas de flores perteneciente a la familia Menispermaceae.
Cissampelos pareira es usado en la medicina tradicional china donde es llamada  xí shēng téng (锡生藤) o (亞乎奴). Al especie también se la llama  laghu patha en la medicina Ayurveda.  Un extracto de etanol de  Cissampelos sympodialis se ha demostrado efectivo en el tratamiento antidepresivo de ratones.

## Especies seleccionadas
- Cissampelos abutua
- Cissampelos acuminata
- Cissampelos acuta
- Cissampelos amazonica
- Cissampelos andromorpha
- Cissampelos angustifolia
- Cissampelos apiculata
- Cissampelos argentea
- Cissampelos capensis
- Cissampelos pareira
- Cissampelos sympodialis